# Euphyia cinnamifusa
Euphyia cinnamifusa là một loài bướm đêm trong họ Geometridae.